# Jausa (Hiiumaa)
Koordinaten: 58° 47′ N, 22° 42′ O
Jausa ist ein Dorf (estnisch küla) in der Landgemeinde Hiiumaa (bis 2017: Landgemeinde Emmaste). Es liegt auf der zweitgrößten estnischen Insel Hiiumaa (deutsch Dagö).

## Beschreibung
Jausa (deutsch Jause) hat heute 92 Einwohner (Stand 31. Dezember 2011).
Das Dorf liegt direkt am Ostseestrand. In die kleine Buch von Jausa (Jausa laht) münden die Bäche Luguse jõgi und Jausa oja. Letzterer ist bekannt für seine Flusskrebse.
Jausa wurde erstmals in der zweiten Hälfte des 16. Jahrhunderts urkundlich erwähnt. Früher wurde der Hafen für den Export von Kartoffeln und Holz genutzt.
Berühmtester Sohn des Ortes ist der estnische Schriftsteller Herman Sergo (1911–1989). Er wurde in Jausa geboren und besuchte dort die Grundschule. Sergo hat in seinem belletristischen Werk zahlreiche Stoffe der Insel Hiiumaa literarisch verarbeitet.